# ویلهلم یکم، امپراتور آلمان
ویلهلم یکم با نام رسمی: ویلهلم فریدریش لودویگ فون هوهن‌تسولرن(به آلمانی: Wilhelm Friedrich Ludwig von Preußen) (۲۲ مارس ۱۷۹۷–۹ مارس ۱۸۸۸) پادشاه پروس و نخستین قیصر آلمان بود. ویلهلم یکم به کمک رئیس‌الوزرای خود، اتو فون بیسمارک، آلمان را متحد و امپراتوری آلمان را بنیان نهاد. علی‌رغم پشتیبانی دراز مدت وی از بیسمارک، او نسبت به بسیاری از سیاست‌های ارتجاعی از جمله کاتولیسیزم‌ستیزی و سخت‌گیری نسبت به اتباع با ظن و تردید می‌نگریست. ویلهلم خوش مشرب و مؤدّب توصیف شده‌است و با وجود محافظه کاری، در پذیرش باورهای لیبرالیسم کلاسیک مستعدتر بود.

## زندگی
او به عنوان دومین پسر فریدریش ویلهلم سوم بعد از فریدریش ویلهلم چهارم به دنیا آمد؛ از این رو تصور نمی‌شد وی روزی ولیعهد پروس گردد؛ در همین سال پدربزرگش فریدریش ویلهلم دوم در سن ۵۳ سالگی در گذشت و پدرش فریدریش ویلهلم سوم به پادشاهی پروس رسید. سال ۱۸۰۶، شاهد شکست پروس از فرانسهٔ ناپلئون و پایان امپراتوری مقدس روم بود. ویلهلم از سال ۱۸۱۴ در ارتش پروس به خدمت مشغول شد. همانند پدر، در طول جنگ‌های ناپلئونی در برابر ناپلئون بناپارت جنگید و خود را سربازی شجاع نشان داد. در طول جنگ به درجه سروانی ترفیع یافت و صلیب آهنین را دریافت کرد. جنگ در مقابل فرانسویان تأثیری چنان بر وی نهاد که تا پایان زندگی از فرانسویان انزجار داشت. پس از سال ۱۸۱۵ در مأموریت‌های دیپلماتیک شرکت نمود. الکساندرا فیودورفنا، همسر نیکلای یکم، امپراتور روسیه، خواهر او بود. در سال ۱۸۱۷ خواهر خود را در مأموریتی به سن پترزبورگ همراهی نمود.
در سال ۱۸۲۶ وادار شد به رابطه‌اش با یک زن اشرافی لهستانی به نام الیزا رادزیویل که عمه زاده‌اش بود، پایان دهد زیرا پدرش رابطه آنان را ناشایست تشخیص داد. زمزمه‌هایی  به گوش می‌رسید که رادزیویل یک دختر نامشروع برای ویلهلم به دنیا آورده‌است.
در سال ۱۸۲۹ ویلهلم با پرنسس آگوستا ازدواج نمود.
در سال ۱۸۴۰ برادر بزرگترش با عنوان فریدریش ویلهلم چهارم به پادشاهی پروس رسید. از آنجایی که پادشاه جدید فرزندی نداشت برادر کوچکترش یعنی ویلهلم به مقام ولیعهدی رسید. برخلاف خواست خود و تنها به خاطر وفاداری به برادرش، لایحه‌ای را که مجلس پروسی را تأسیس می‌کرد، در سال ۱۸۴۷ امضاء نمود و خود کرسی بالایی در این مجلس دارا شد.
در طول انقلاب‌های ۱۸۴۸ ویلهلم با موفقیت شورشی در برلن که با هدف از بین بردن پادشاه سازمان‌دهی شده بود، را سرکوب نمود. استفاده از توپ صحرایی از سوی وی سبب بدنامی او شد؛ به وجهی که او را به «شاهزادهٔ گلوله‌های خوشه‌ای» شهره ساخت. این مسئله وی را وادار ساخت برای مدتی در پوشش بازرگان در انگلستان به‌سر ببرد. هنگام بازگشت، در سرکوب شورشی در بادن مشارکت نمود. در اکتبر سال ۱۸۴۹ فرماندار نظامی راینلاند و وستفالیا و نیز صاحب یک کرسی در حوزه انتخابیهٔ کوبلنتس گردید.
در طول مدت حضور خود در کوبلنتس، به همراه همسرش پژوهش گران لیبرال مانند ماکسیمیلیان ولفگانگ دونکر، اوت فون بتمان-هولوگ و کلمنس تئودور پرتس را به خانه خود دعوت می‌کرد. به تدریج تضاد ویلهلم با عقاید لیبرالی نرم‌تر شد.
در سال ۱۸۵۴ به درجه فیلدمارشالی ارتقا داده شد و حکمران ماینتس گشت. در سال ۱۸۵۷ فریدریش ویلهلم چهارم دچار سکته مغزی شد و از لحاظ روانی تا باقی عمرش ناتوان گردید. ماه ژانویه سال ۱۸۵۸، ویلهلم با انتصاب به مقام نایب‌السلطنه برادرش، زمام امور کشور را در دست گرفت.
برخلاف نصیحت برادرش، سوگند رسمی به قانون اساسی مشروطه پروس را ادا کرد و قول داد از آن به مثابه موجودیتی «محکم و مقدس» حفاظت نماید. فردی به نام کارل آنتون فون هوهن‌تسولرن سیگمارینگن را به ریاست الوزرایی خود برگزید و بدین ترتیب دورانی موسوم به «عصر جدید» در پروس را آغاز کرد. در این حال تضادهایی بین ویلهلم و اکثریت لیبرال مجلس پروس بر سر موضوع نوسازی و اصلاح نیروهای مسلح وجود داشت.

## پادشاهی
در دوم ژانویه ۱۸۶۱ با مرگ فریدریش ویلهلم چهارم، ویلهلم با عنوان ویلهلم یکم به تخت پادشاهی پروس رسید. در ژوئیه، دانش‌آموزی (دانشجویی) از لایپزیگ کوشید وی را ترور کند اما ویلهلم تنها جراحتی جزئی برداشت. همچون فریدریش یکم ویلهلم نیز به کونیگسبرگ رفت و در آنجا تاج را بر سر نهاد. او برای این کار سالروز نبرد لایپزیگ (از نبردهای جنگ‌های ناپلئونی) در هجدهم اکتبر را برگزید؛ بدین ترتیب از سال ۱۷۰۱ تا به حال اولین مراسم رسمی تاج‌گذاری و نیز تنها مراسم‌تاج گذاری یک پادشاه ژرمنی در قرن نوزدهم رقم خورد. برادر جان سپرده‌اش وصیت نموده بود که ویلهلم باید قانون اساسی مشروطه را رد (لغو، منحل) نماید اما او از این کار خودداری ورزید. ویلهلم میراث بر اختلاف قدیمی بین فریدریش ویلهلم و پارلمان (لندتاک) بود. وی نسبت به برادر جان سپرده‌اش از لحاظ سیاسی بی‌طرف‌تر به نظر می‌آمد و کمتر از او در سیاست دست به مداخله می‌زد. در ۱۸۶۲ لندتاک افزایش بودجه نظامی‌ای که برای ارتشِ عملاً بازسازی شده مورد نیاز بود را رد کرد. این لایحه همچنین شامل افزایش نفرات نیروهای مسلح در زمان صلح از ۱۵۰٬۰۰۰ به ۲۰۰٬۰۰۰ نفر و افزایش مشمولان خدمت نظام از سالانه ۴۰٬۰۰۰ به سالانه ۶۳٬۰۰۰ نفر می‌شد. به هر حال آنچه واقعاً مورد بحث بود، حفظ طول مدت خدمت نظام یعنی سه سال (از سال ۱۸۵۶ خدمت نظام به دوسال افزایش یافته بود) بود. وقتی درخواست وی که مورد حمایت وزیر جنگ آلبرشت فن رون نیز بود، توسط لندتاک رد شد، ویلهلم در ابتدا خواست از پادشاهی کناره گیرد اما فرزند یا ولیعهدش فریدریش سوم به جد او را نصیحت کرد که چنین نکند. سپس برطبق مشاورهٔ رون، ویلهلم اتو فون بیسمارک را در سپتامبر ۱۸۶۲ به سمت ریاست الوزراء برگزید تا لایحه خود را به کرسی بنشاند. بر طبق قانون اساسی مشروطهٔ پروس، رئیس‌الوزراء نه در برابر لندتاک بلکه تنها در برابر پادشاه مسئول و پاسخگو بود. بیسمارک، یونکر پروسی محافظه کار، این دوست وفادار پادشاه، روابط کاری خود با پادشاه را همچون رابطهٔ یک واسال با فئودالِ (زمین‌دار) مافوقِ خود می‌دانست. با این وجود این بیسمارک بود که به طرزی مؤثر سیاست داخله را همچون سیاست خارجی اداره می‌کرد. او بارها با تهدید به استعفا موافقت ویلهلم را به‌دست می‌آورد.
در طول پادشاهی خود، ویلهلم فرماندهٔ کل قوای نیروهای پروسی در جنگ دوم اشلسویگ برابر دانمارک در ۱۸۶۴ و جنگ اتریش و پروس در ۱۸۶۶ بود. پس از پیروزی در جنگ اخیر، ویلهلم می‌خواست تا وین رژه رفته و اتریش را به پروس مضمَّم سازد، اما بیسمارک و ولیعهد وی را منع کردند. صدراعظم می‌خواست سریعاً به جنگ با اتریش خاتمه داده شود تا پروس بتواند هرگاه لازم شد، از اتریش متحدی برای خود بسازد؛ ولیعهد نیز به نوبهٔ خود از تلفات جنگ به وحشت آمده بود و پایان فوری تخاصم را می‌خواست. در طول بحث و مناظره ای داغ، بیسمارک تهدید نمود که در صورت رژه رفتن پادشاه در وین، استعفا خواهد کرد و این تاکتیک نیز کارساز شد. ویلهلم به ناچار تنها به حکومت دفاکتو بر دو سوم شمالی آلمان قانع شد. پروس بسیاری از متحدان اتریش در آلمان شمالی از جمله اشلویسگ-هولشتاین را به خود منضم ساخت. همچنین دوک‌نشین ساکس-لاوئنبرگ نیز به اتحاد شخصی با پروس وادار شد (در ۱۸۷۸ به انضمام کامل آلمان درآمد).
در ۱۸۶۷ کنفدراسیون آلمان شمالی به مثابه فدراسیونی از دولت‌های شمال و مرکز آلمان تحت ریاست همیشگی پروس تشکیل شد. ویلهلم نیز سمت ریاست فدرالِ (به آلمانی: Bundespräsidium) این کنفدراسیون را عهده‌دار شد؛ سمتی موروثی برای پادشاه پروس. بیسمارک اما خودآگاهانه از برگزیدن عنوان ریاست یا پرزیدنت (به آلمانی:Präsident) بر خود اجتناب نمود زیرا آن را دارای بار جمهوری‌خواهی قوی‌ای می‌دید. ویلهلم همچنین مقام Bundesfeldherr یا فرمانده کل نیروهای مسلح فدرال را دارا شد. ضمن معاهداتی با دول آلمان جنوبی، ویلهلم همچنین فرمانده ارتش‌های آنان در هنگامهٔ جنگ شد. در ۱۸۷۰ در طول جنگ فرانسه و پروس، ویلهلم فرماندهٔ کل قوای ژرمن (شامل پروس و کنفدراسیون آلمان شمالی و برخی دول آلمان جنوبی) در نبرد سرنوشت ساز سدان بود.

## امپراتور آلمان

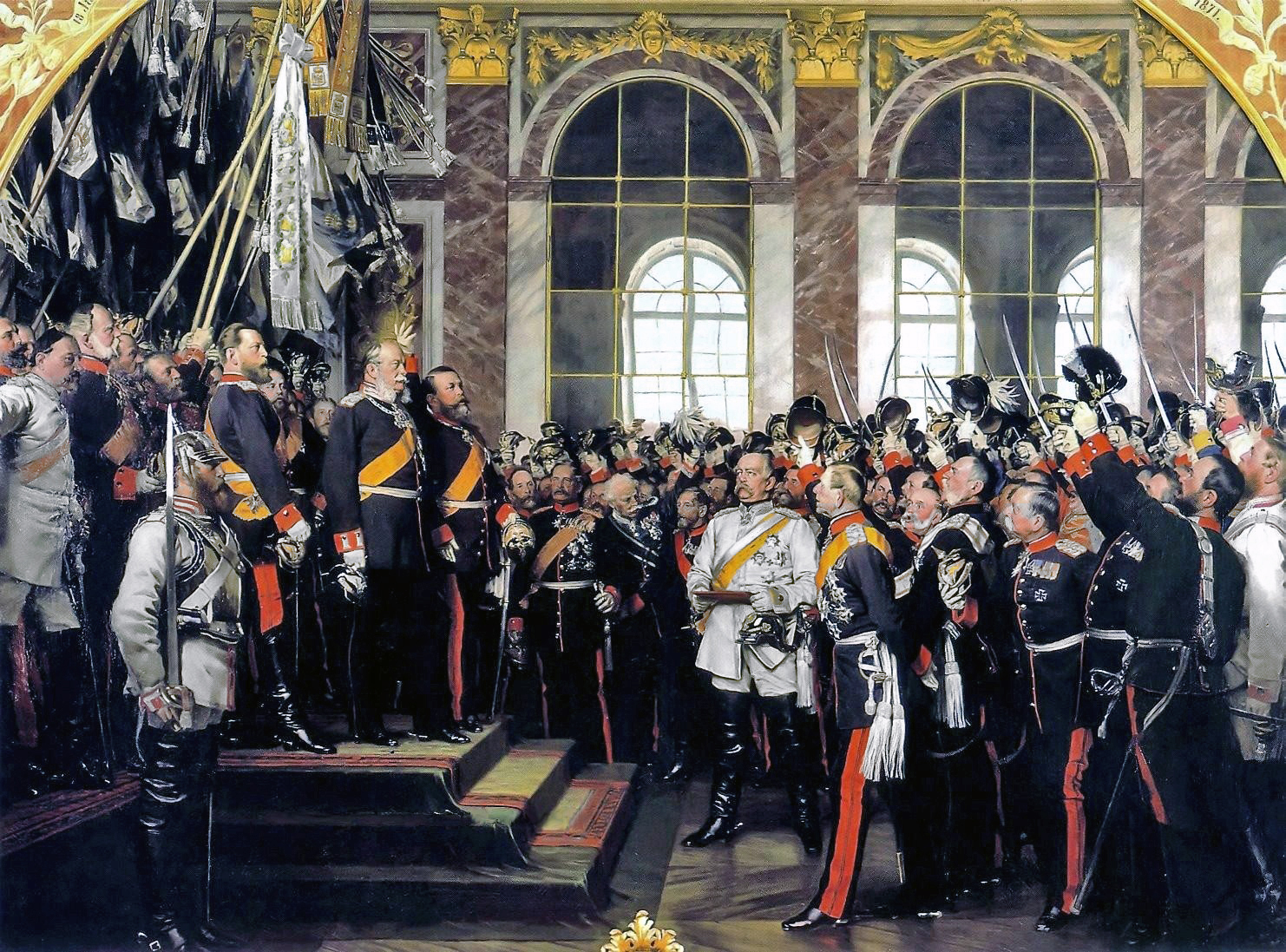
تاجگذاری ویلهلم یکم، به عنوان امپراتور آلمان در ۱۸ ژانویه ۱۸۷۱، نقّاشی از آنتون فون ورنر.

در طول جنگ فرانسه و پروس، دول آلمان جنوبی به دول کنفدراسیون آلمان شمالی پیوستند تا کشور این بار عنوان امپراتوری آلمان (به آلمانی: Deutsches Reich) را بگیرد و عنوان ریاست فدرال (به آلمانی: Bundespräsidium) نیز به عنوان امپراتور آلمانی (Deutscher Kaiser) تغییر یافت. این تصمیم توسط سازمان‌های قانون گذاری (مقننه) یعنی رایشستاک و بوندشرات گرفته شد و ویلهلم نیز در روز ۱۸ دسامبر ۱۸۷۰ در حضور هیئتی نمایندگی رایشستاک با آن موافقت نمود. قانون اساسی مشروطهٔ جدیدی به علاوهٔ لقب امپراتور در ۱ ژانویهٔ ۱۸۷۱ عملی شدند. ویلهلم اما در پذیرش عنوان امپراتور مردد بود زیرا ترسش این بود که عنوان «پادشاه پروس» خود زیر سایه آن عنوان کمرنگ شود. از دیگر سو همچنین می‌خواست قیصر (امپراتور) آلمان باشد اما بیسمارک هشدار داد که شاهزادگان ایالات جنوبی آلمان و امپراتور اتریش (قیصر فرانتس یوزف یکم) ممکن است معترض شوند. سرانجام ویلهلم -هرچند با بی‌میلی- در ۱۸ ژانویه پذیرفته و در تالار آیینه‌های کاخ ورسای فرانسه به عنوان قیصر ویلهلم شناخته شد. تاریخ ۱۸ ژانویه جهت تقارن زمانی با تاریخ تاج‌گذاری اولین پادشاه پروسی به نام فریدریش یکم در ۱۷۰۱ برگزیده شد. در خاطرات ملی، ۱۸ ژانویه به عنوان روز پایه‌گذاری امپراتوری آلمان شناخته شد هر چند دارای اهمیت مشروطیتی نبود.

از دیدگاه بسیاری از صاحب نظران، تاج گذاری وی یادآور نوزایش امپراتوری مقدس روم بود. فلیکس دان شعری به نام Macte senex Imperator (درود بر تو ای امپراتور سالخورده) که در آن وی ویلهلم را عنوان Barbablanca (ریش سپید) داده بود که یادآور امپراتور قرون وسطایی فریدریش بارباروسا (ریش قرمز) است. با توجه به افسانه «پادشاهی در کوهستان»، بارباروسا در کوهستان‌های کیف هاوزا (Kyffhäuser) خفته بود تا این که آلمان به او احتیاج پیدا کرد. ویلهلم یکم همچنین به عنوان دومین بارباروسایی که بازمی‌گردد، در تصور عامه نقش بست. بنای یاد بود کیف هاوزا (Kyffhäuser Monument) در تورینگن یادآور هر دو امپراتور است.

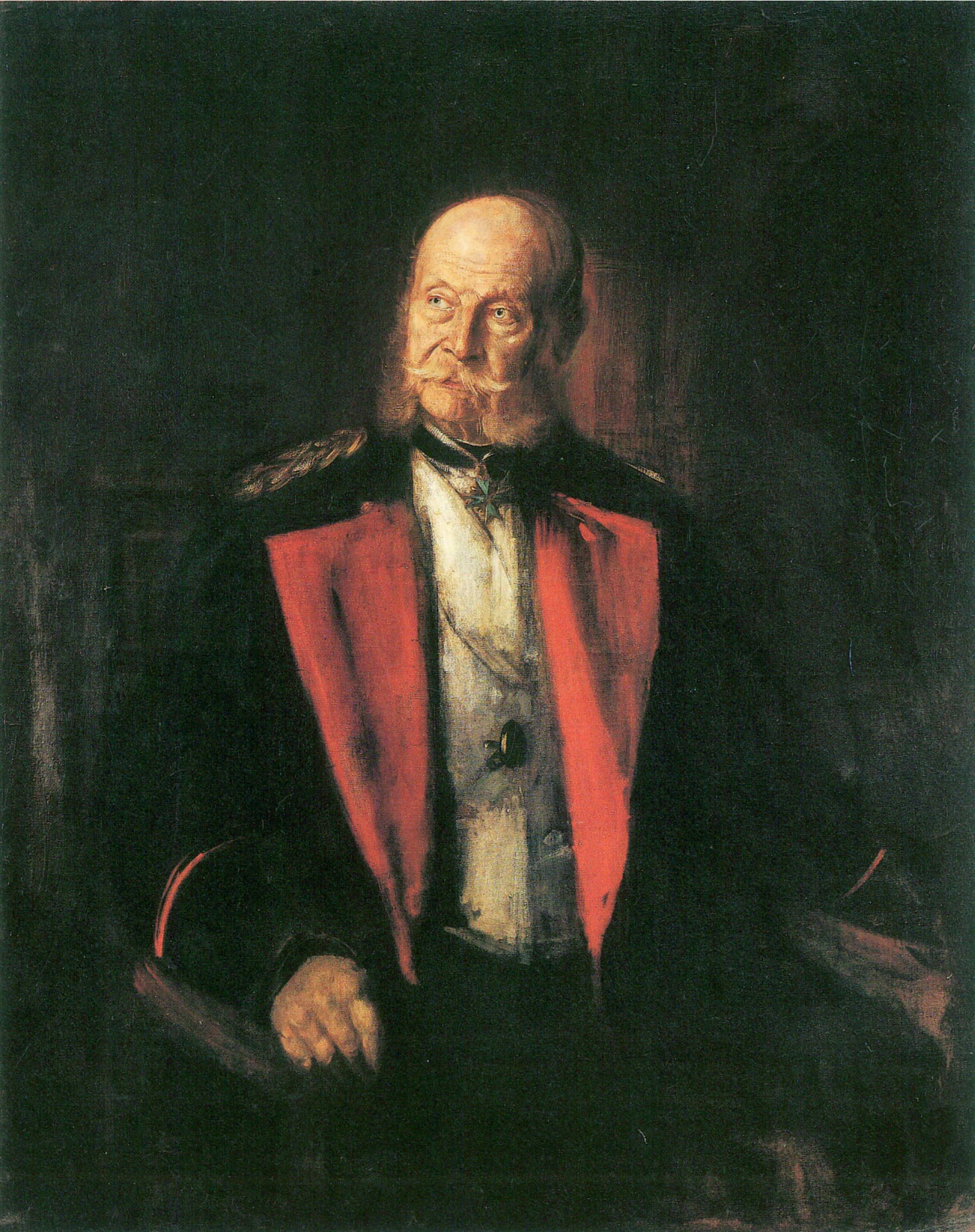
نقاشی پرتره وی؛ اثر فرانتس فون لنباخ

در ۱۸۷۲ ویلهلم همچنین یک اختلاف مرزی بین بریتانیای کبیر و ایالات متحده را داوری نمود؛ او به سود ایالات متحده رأی داد که جزایر سن خوآنِ دولت واشینگتن باید به ایالات متحده واگذار شود و بدین ترتیب به ۱۲ سال جنگ خونین موسوم به «جنگ خوک» بین ایالات متحده و بریتانیای کبیر پایان داد.
بیسمارک در خاطرات خود ویلهلم را فردی سنتی، مؤدب، بی‌کم‌وکاست جنتلمن و یک افسر پروسی نابغه که هر از گاهی عقل سلیم و دور اندیشی‌اش با «نفوذ و تأثیرات زنانه» تضعیف شده‌است، توصیف کرده‌است. منظور وی از تأثیرات زنانه، همسر ویلهلم است، کسی که توسط یوهان ولفگانگ فون گوته و سایرین تربیت شده بود و از لحاظ فکری باهوش‌تر از همسر خود بود. همسر ویلهلم از این رو که شخصیتی لیبرال بود، بارها انتقاداتی بی‌پرده و صریح از سیاست‌های رسمی کرده بود، هر چند ویلهلم خود با عقاید لیبرالی قویاً سر ستیز داشت. به رغم اینکه ویلهلم به عنوان قیصر از قدرتی قابل توجه برخوردار بود، اما امور کشوری و لشکری را عموماً به بیسمارک واگذار نموده و خود را به نمایندگی کل ملت (تجسم اتحاد ملی) و تأیید تک تک سیاست‌های بیسمارک محدود کرده بود.

## تلاش‌ها برای ترور و قوانین ضد سوسیالیسم
در ۱۱ مه ۱۸۷۸ در حالی که وی و دخترش پرنسس لوئیز ضمن تشریفاتی در بلوار Unter den Linden شهر برلن، در حال عبور بودند، یک لوله‌کش به نام امیل مکس هودل در تلاش خود برای ترور قیصر شکست خورد؛ وی از یک رولور برای ترور امپراتور ۸۱ ساله استفاده کرد. زمانی که گلوله‌اش به خطا رفت، در طول خیابان پا به گریز گذاشت و گلوله دیگری نیز آتش کرد که آن نیز به خطا رفت. در میان آشوب و هلهلهٔ جمعیت، یکی از حضار کوشید تروریست را بگیرد اما خود به شدت زخمی شد و دو روز بعد جان سپرد. هودل فوراً دستگیر شد، به دادگاه رفت، مورد محاکمه قرار گرفت، محکوم به اعدام شد و در ۱۶ اوت حکم وی اجرا شد.ناگفته نماند که در همان روز ترور، ناصرالدین‌شاه قاجار در دومین سفر خود به اروپا و به منظور بازدید ویلهلم یکم و بیسمارک به برلن رسیده بود.
تلاش دوم برای ترور قیصر ویلهلم در ۲ ژوئن ۱۸۷۸ توسط دکتر کارل نوبیلینگ انجام شد. از آن جا که خودروی امپراتور روباز بود، تروریست از پنجرهٔ خانه‌ای در بلوار Unter den Linden دو گلوله با تفنگ ساچمه‌زنی آتش کرد. ویلهلم به شدت زخمی گشت و با شتاب به کاخ بازگردانده شد. نوبیلینگ در تلاش برای خودکشی گلوله‌ای به خود شلیک کرد. در حالی که ویلهلم جان به در برد، تروریست سه ماه بعد بر اثر عفونتی که خود عمداً بر روی زخمش ایجاد کرد، جان سپرد.
با وجود این حقیقت که مکس هودل از مدت‌ها قبل از حزب سوسیال دمکراتیک آلمان اخراج شده بود، اما اقدامات وی بهانه‌ای به دست بیسمارک دادند تا فعالیت این حزب را ممنوع کند. با این هدف، بیسمارک با یک نماینده لیبرال رایشستاک به نام لودویگ بامبرگر∗ همدست شد، کسی که در انتقاد از سوسیالیسم مقاله‌ای با عنوان «اگر من هیچ جوجه‌ای نمی‌خواهم، پس باید تخم مرغ‌ها را بشکنم» منتشر کرده بود. این سوء قصدها به جان ویلهلم، همچنین بهانه‌ای شدند برای وضع قوانین ضد سوسیالیستی؛ قوانینی که در ۱۸ اکتبر ۱۸۷۸ توسط اکثریتی از نمایندگان رایشستاک پشتیبانی شدند. این قوانین حزب سوسیال دمکراتیک را از حالت قانونی خود خارج و تمامی سازمان‌هایش از جمله جراید را ممنوع ساخت، دست نوشته‌ها و مقالات سوسیالیستی را ضبط نمود و سوسیالیست‌ها را محکوم به تنبیه نمود. این قوانین تا ۳–۲ سال ادامه داشتند.

## سال‌های پایانی

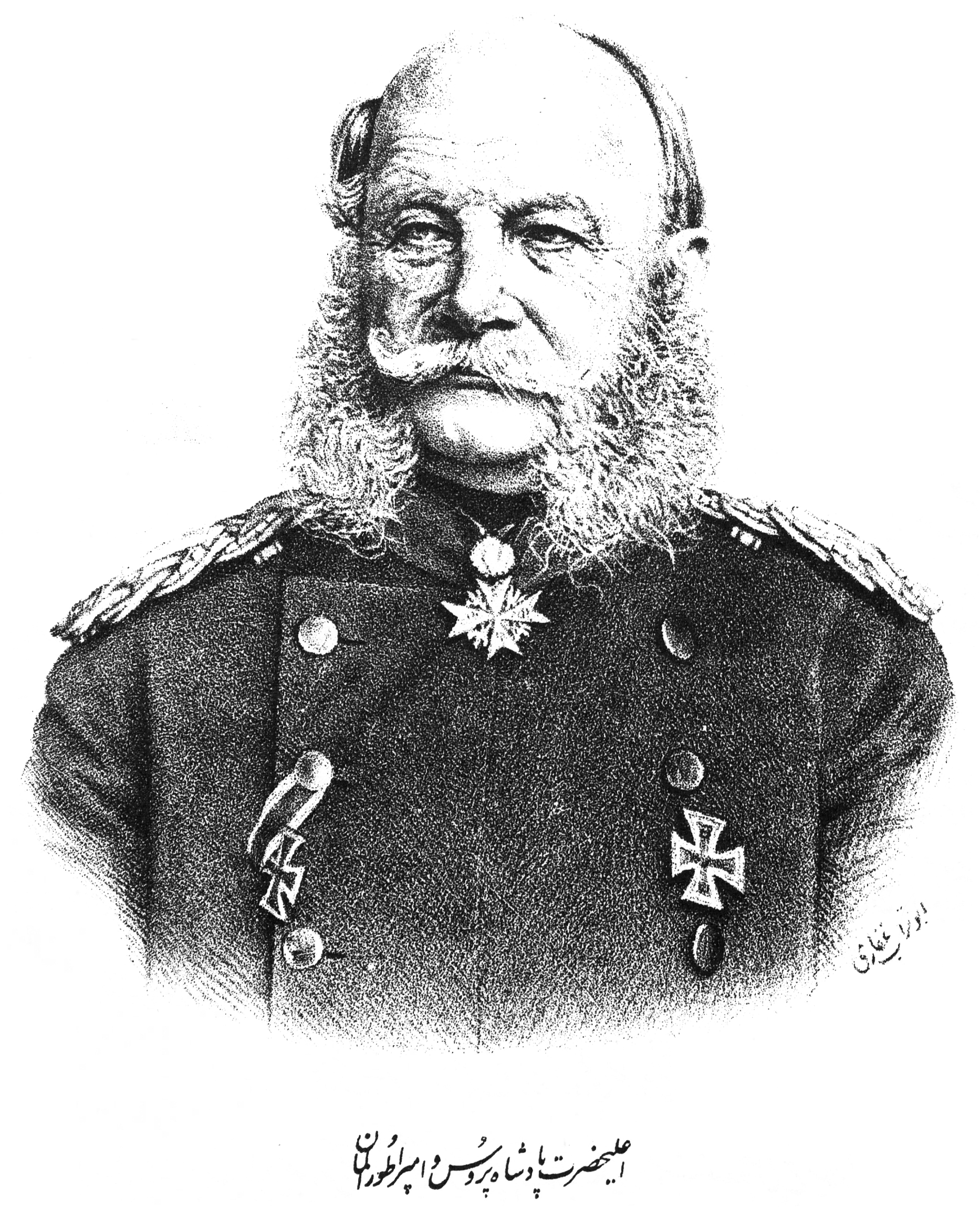
ویلهم یکم (اثر ابوتراب غفاری در ۱۳۰۱ قمری)

در اوت ۱۸۷۸ تزار الکساندر دوم روسیه، خواهر زادهٔ ویلهلم، نامه‌ای به ویلهلم نوشت و در آن از رویکردی که دولت امپراتوری آلمان در برابر علایق دولت روسیه در کنگره برلین در پیش گرفته بود، اظهار نارضایتی و گله‌مندی کرد. در پاسخ، ویلهلم و همسرش و ولیعهد به روسیه سفر کردند (برخلاف توصیه بیسمارک) تا روابط سرد شده بین دو خانوادهٔ امپراتوری را با گفتگوی‌های رو در رو به حال نخست بازگردانند. به هر حال، بار دیگر با تهدید به استعفا، بیسمارک بر ویلهلم که مخالف اتحاد نزدیک با اتریش بود، چیره گشت تا در ۷ اکتبر ۱۸۷۹ «اتحاد دوگانه» بین آلمان و اتریش-مجارستان توشیح شود؛ اتحاد مخفیانه‌ای که به طرزی آشکارا بر ضد روسیه جهت‌گیری شده بود.
تلاش دیگر برای ترور امپراتور در مراسم گشایش بنای یاد بود تشکیل امپراتوری آلمان به نام Niederwalddenkmal در ۱۸ سپتامبر ۱۸۸۳ به شکست انجامید. گروهی از آنارشیست‌ها حمله‌ای با دینامیت را طراحی کرده بودند که به خاطر هوای مرطوب نافرجام ماند.
کنفرانس برلین (۱۸۸۴) که توسط بیسمارک تدارک دیده شده بود، می‌تواند به عنوان رسمیت بخشیدن به تقسیم آفریقا نگریسته شود. با ادعای مالکیت بر بسیاری از سرزمین‌های آفریقا و اقیانوسیه که بلا صاحب مانده بودند، آلمان شروع به ساختن امپراتوری مستعمراتی بزرگی نمود.
با وجود کوشش‌ها برای کشتن امپراتور و بدنامی وی در جریان حوادث انقلاب ۱۸۴۸، وی و همسر خود به ویژه در سال‌های پایانی زندگی‌شان، بسی محبوب بودند. بسیاری از مردم آنان را به مثابهٔ تجسمی از پروس قدیم دیده و سبک زندگی ساده آنان را می‌پسندیدند.
برای پاسداشت وی، انبوهی تندیس یادبود در سراسر کشور ساخته شدند. شناخته شده‌ترین آنها همانا «بنای یاد بود کیفهاوزا» در تورینگن است که به آن اشاره شد. از ۱۸۶۷ تا ۱۹۱۸ (سقوط امپراتوری آلمان و تأسیس جمهوری وایمار در نتیجهٔ شکست در جنگ جهانی اول) بیش از ۱۰۰۰ بنای یادبود ویلهلم ساخته شدند. یکی از آنها توسط حکومت آلمان شرقی در ۱۹۵۰ ذوب شد.

## درگذشت
ویلهلم که محبوبیتش در اواخر عمرش رو به افزایش بود، ۹ مارس ۱۸۸۸ درگذشت و در کاخ شارلوتنبورگ در برلین به خاک سپرده شد.